# Okres zwykły
Okres zwykły – trzydzieści trzy lub trzydzieści cztery tygodnie w ciągu cyklu rocznego w kościelnym kalendarzu liturgicznym, w które nie obchodzi się żadnej szczegółowej tajemnicy Chrystusa.
Okres zwykły dzieli się na 2 części.

## część pierwsza
Pierwszy etap od poniedziałku, który następuje po niedzieli Chrztu Pańskiego (tj. niedzieli wypadającej po dniu 6 stycznia), do wtorku przed środą popielcową. Etap ten trwa ok. 4-6 tygodni. W tym okresie obchodzone są święta takie jak:
- 25 stycznia – święto Nawrócenia św. Pawła Apostoła
- 2 lutego – święto Ofiarowania Pańskiego (Matki Bożej Gromnicznej).
- 14 lutego – święto świętych Cyryla, mnicha, i Metodego, biskupa, patronów Europy
- 22 lutego – święto Katedry św. Piotra, Apostoła

## część druga
Początek tego etapu następuje w święto Najświętszej Maryi Panny, Matki Kościoła (tj. poniedziałek po niedzieli Zesłania Ducha Świętego) i kończy się przed I Nieszporami I Niedzieli Adwentu. Początek tego etapu przypada w okresie między 11 maja a 14 czerwca.
Istnieją dwa święta, które mogą przypadać zarówno w okresie zwykłym, jak i w okresie Wielkanocy. Są to:
- 14 maja – Święto św. Macieja apostoła
- 31 maja – Święto Nawiedzenia Najświętszej Maryi Panny

Święta oraz uroczystości, które zawsze przypadają w okresie zwykłym, to:
- poniedziałek po Zesłaniu Ducha Świętego – święto Najświętszej Maryi Panny, Matki Kościoła[1]
- czwartek po Zesłaniu Ducha Świętego - Święto Jezusa Chrystusa, Najwyższego i Wiecznego Kapłana[2]
- niedziela po Zesłaniu Ducha Świętego – Uroczystość Trójcy Przenajświętszej
- czwartek po uroczystości Najświętszej Trójcy – Uroczystość Najświętszego Ciała i Krwi Chrystusa
- pierwszy piątek po oktawie Bożego Ciała – Uroczystość Najświętszego Serca Pana Jezusa
- 24 czerwca – uroczystość Narodzenia św. Jana Chrzciciela
- 29 czerwca – uroczystość świętych Apostołów Piotra i Pawła
- 3 lipca – święto św. Tomasza, Apostoła
- 11 lipca – święto św. Benedykta, opata, patrona Europy
- 23 lipca – święto św. Brygidy, zakonnicy, patronki Europy
- 25 lipca – święto św. Jakuba, Apostoła
- 6 sierpnia – święto Przemienienia Pańskiego
- 9 sierpnia – święto św. Teresy Benedykty od Krzyża, dziewicy i męczennicy, patronki Europy
- 10 sierpnia – święto św. Wawrzyńca, diakona i męczennika
- 15 sierpnia – uroczystość Wniebowzięcia Najświętszej Maryi Panny
- 24 sierpnia – święto św. Bartłomieja, Apostoła
- 26 sierpnia – uroczystość Najświętszej Maryi Panny Częstochowskiej
- 8 września – święto Narodzenia Najświętszej Maryi Panny
- 14 września – święto Podwyższenia Krzyża Świętego
- 18 września – święto św. Stanisława Kostki, zakonnika, patrona Polski
- 21 września – święto św. Mateusza, Apostoła i Ewangelisty
- 29 września – święto świętych Archaniołów Michała, Gabriela i Rafała
- 18 października – święto św. Łukasza, Ewangelisty
- 28 października – święto świętych Apostołów Szymona i Judy Tadeusza
- ostatnia niedziela października – uroczystość rocznicy poświęcenia własnego kościoła
- 1 listopada – Uroczystość Wszystkich Świętych
- 2 listopada – wspomnienie wszystkich wiernych zmarłych
- 9 listopada –  święto rocznicy poświęcenia bazyliki laterańskiej
- 30 listopada – święto św. Andrzeja, Apostoła
- ostatnia niedziela roku liturgicznego (tj. dzień między 20 a 26 listopada) – Uroczystość Jezusa Chrystusa, Króla Wszechświata[3].